# Old Bennington
Old Bennington ist ein Village in der Town Bennington im Bennington County des Bundesstaates Vermont in den Vereinigten Staaten mit 156 Einwohnern (laut Volkszählung des Jahres 2020). Old Bennington liegt zentral in der Town Bennington. Ein kleiner Fluss durchfließt das Gebiet in östlicher Richtung und mündet im Walloomsac River. Die Vermont State Route 9 verläuft als Main Street in westöstlicher Richtung.

## Geschichte

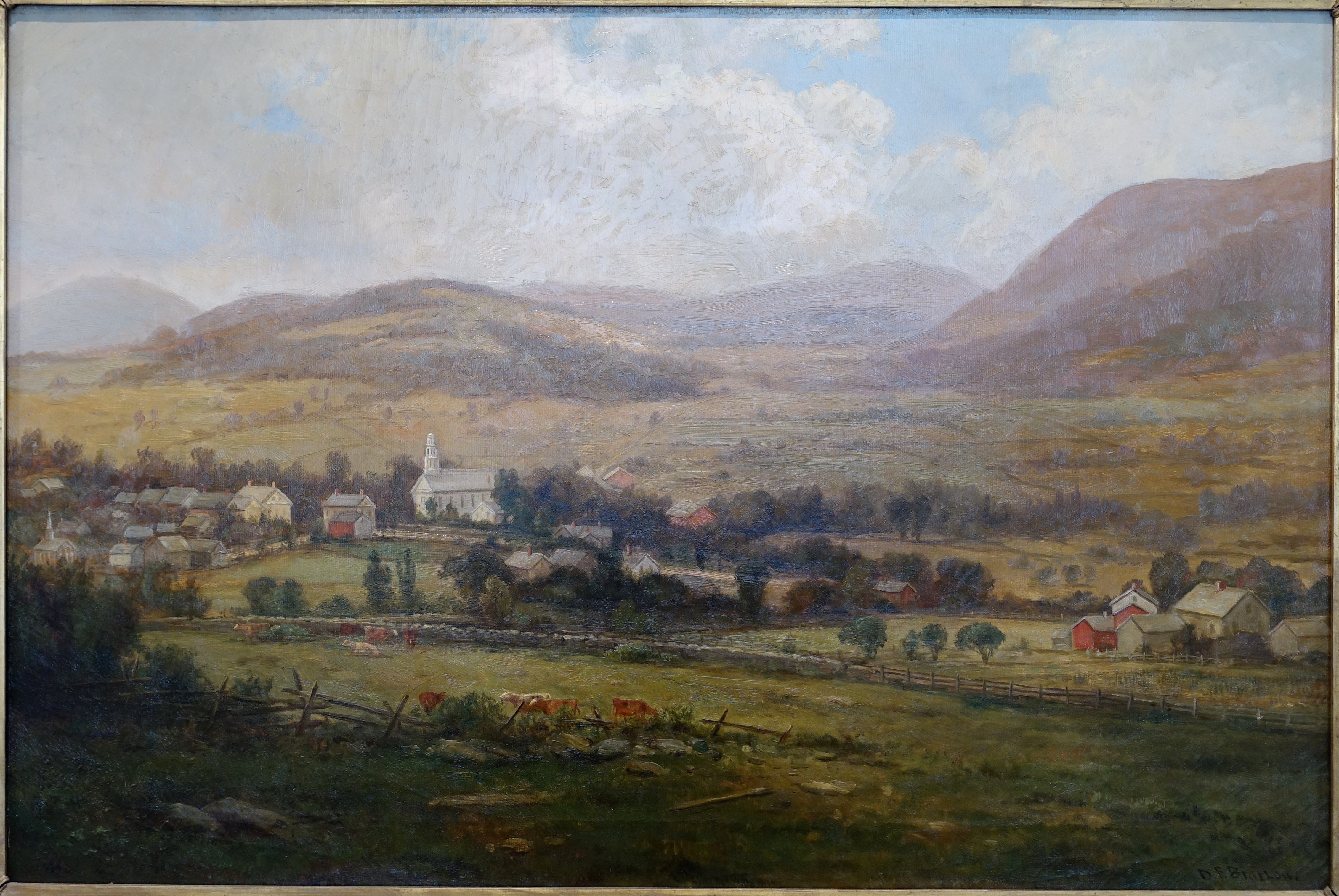
Blick auf Old Bennington in einem Gemälde von Daniel Folger Bigelow

Das Village Old Bennington stellt das ursprüngliche Zentrum der Town Bennington dar. Besiedelt wurde das Gebiet durch Samuel Robinson und weiteren einer Gruppe religiöser Separatisten aus Connecticut und Massachusetts im Jahr 1761. Das gewerbliche und geschäftliche Zentrum der Town verschob sich aus Old Bennington heraus östlich ins Tal und Old Bennington wurde zu einer Wohnsiedlung mit historischem Charakter.
Der Old Bennington Historic District wurde im Jahr 1984 ins National Register of Historic Places aufgenommen. Jedes der etwa 130 Häuser im Village gehört zum Historic District. Von den Häusern wurden mehr als 100 im Zeitraum zwischen 1763 und dem 20. Jahrhundert gebaut. Im Bericht wird festgestellt, dass dieser District einer der ältesten und am besten erhaltenen Districte im Bundesstaat ist. Das Bennington Battle Monument, ein 93 m hoher Stein-Obelisk befindet sich in einem Park im Norden von Old Bennington. Es erinnert an die Schlacht von Bennington.
Im Zentrum von Old Bennington befindet sich ein weiterer Park, es ist der Rest des ehemaligen Village greens, welcher mit original erhaltenen Gebäuden der ersten Besiedlung um standen ist. Hier steht auch die Old First Congregational Church aus dem Jahr 1803, die zu einem Vermont Colonial Shrine erklärt wurde, das Walloomsac Inn aus dem Jahr 1764, das Jedediah Dewey House aus dem Jahr 1764 und der Old Burying Ground. Das erste Old First Congregational Meeting House aus dem Jahr 1764, welches 1803 durch die Old First Congregational Church ersetzt wurde, nahm die Verwundeten nach der Schlacht von Bennington auf und hier wurden sie versorgt. Auf dem Friedhof hinter der Kirche befinden sich die Gräber von etwa 75 Soldaten des Amerikanischen Unabhängigkeitskriegs sowie Britische und Hessische Soldaten, die in der Schlacht getötet wurden. Außerdem wurde auf diesem Friedhof auch der Dichter und vierfacher Pulitzer-Preisträger Robert Frost im Familiengrab der Frost bestattet. Im Jahr 1791 wurde in diesem Meeting House der Vertrag unterschrieben, mit dem Vermont als 14. Bundesstaat den Vereinigten Staaten beitrat. Ethan Allen hatte ein Haus am Rande des Friedhofes.
Das Bennington Museum liegt im Südosten des Villages an der Main Street.

## Einwohnerentwicklung
| Jahr      | 1900 | 1910 | 1920 | 1930 | 1940 | 1950 | 1960 | 1970 | 1980 | 1990 |
| --------- | ---- | ---- | ---- | ---- | ---- | ---- | ---- | ---- | ---- | ---- |
| Einwohner | 215  | 42   | 152  | 174  | 169  | 198  | 205  | 268  | 353  | 279  |
| Jahr      | 2000 | 2010 | 2020 | 2030 | 2040 | 2050 | 2060 | 2070 | 2080 | 2090 |
| Einwohner | 232  | 139  | 156  |      |      |      |      |      |      |      |

Volkszählungsergebnisse North Bennington, Vermont

## Persönlichkeiten

### Persönlichkeiten, die vor Ort gewirkt haben
- William Ellery Channing (1780–1842), Geistlicher und Schriftsteller